# Lee Bronkhorst
Lee Bronkhorst (ur. 25 stycznia 1991) – nowozelandzki judoka.
Uczestnik mistrzostw świata w 2013. Startował w Pucharze Świata w 2009, 2010 i 2012. Trzeci na mistrzostwach Wspólnoty Narodów w 2010. Złoty medalista mistrzostw Oceanii w 2013 i brązowy w 2010. Mistrz kraju w 2012 roku.